# Birkin
Pour les articles homonymes, voir Birkin (homonymie).
Birkin est un village et une paroisse civile du Yorkshire du Nord, en Angleterre. Il est situé au nord de la rivière Aire. La ville la plus proche est Knottingley dans la région du Yorkshire de l'Ouest, à sept kilomètres au sud-ouest. En 2001, Birkin comptait 146 habitants et en 2021, elle comptait 124 habitants.
Le nom Birkin indique que le village a été établi dans une région forestière très dense, composée principalement de bouleaux.

## Histoire
La commanderie de Temple Hirst, localisée sur les terres de Birkin, fut une possession templière jusqu'en 1309, date de la suppression de l'Ordre.